# Geisenhausen
Geisenhausen je městys v německé spolkové zemi Bavorsko, v zemském okrese Landshut ve vládním obvodu Dolní Bavorsko. Žije zde přibližně 7 400 obyvatel.